# Jesús Rabí
Jesús “Rabí” Sablón Moreno (Jiguaní, Oriente, Cuba, 24 de junio de 1845 - Baire, Oriente, Cuba, 5 de diciembre de 1915) fue un militar y patriota cubano del siglo XIX.

## Orígenes y primeros años
Jesús “Rabí” Sablón Moreno nació en la villa de Jiguaní, en el Oriente de Cuba, el 24 de junio de 1845.
Provenía de una familia humilde de campesinos, siendo su padre era el dominicano Carlos Sablón Mañach y su madre la cubana jiguanisera María Moreno.
Jesús y sus hermanos recibieron escasa educación, debido a las condiciones económicas de la familia. Lo poco que pudieron aprender, les fue enseñado por su padre.
El apodo “Rabí” fue heredado de su padre, al cual también llamaban así. Igualmente, sus hermanos también fueron conocidos con ese sobrenombre, el cual significa “maestro”.

## Guerra de los Diez Años
Finalmente, el 10 de octubre de 1868, tras muchas conspiraciones, ocurre el Grito de Yara, el estallido de la guerra de los Diez Años (1868-1878), primera guerra por la independencia de Cuba.
Rabí se levantó en armas contra las autoridades coloniales españolas en la región de Las Tunas, quedando subordinado bajo las órdenes del General Donato Mármol. Participó en el asalto a su villa natal, pocos días después y posteriormente tomó parte en la Primera Carga al Machete, el 26 de octubre de 1868.
En el transcurso de la guerra, Rabí combatió bajo las órdenes de los generales Máximo Gómez, Luis Figueredo, Calixto García y Antonio Maceo. Con grados de capitán, fue jefe de la escolta del presidente de la República en Armas Carlos Manuel de Céspedes. En enero de 1874, recibió los grados de comandante.
En septiembre de 1874, Rabí era uno de los pocos hombres que se encontraban en el campamento del mayor general Calixto García, cuando este fue sorprendido por tropas enemigas y capturado gravemente herido. A pesar de los esfuerzos, las fuerzas cubanas no pudieron impedir la captura del general.
El 26 de abril de 1875, Rabí fue uno de los oficiales del ejército mambí que apoyó la sedición de Lagunas de Varona, encabezada por el mayor general tunero Vicente García González. Sin embargo, varios días después, rectificó su error y retiró su apoyo. A fines de 1876, Rabí combatió entre las ciudades de Manzanillo y Santiago de Cuba.
El 10 de febrero de 1878, se firmó el Pacto del Zanjón entre las autoridades coloniales españolas y varios altos oficiales cubanos, el cual ponía fin a la guerra sin reconocer la independencia de Cuba. Este hecho indignó enormemente a muchos oficiales cubanos, especialmente orientales y villareños.
Rabí estuvo entre el grupo de oficiales orientales que se entrevistaron con el Mayor general Antonio Maceo, el 8 de marzo de 1878, para decidir la continuación de la guerra, la cual fue aprobada por unanimidad. El 15 de marzo siguiente, Maceo y los oficiales que lo seguían se negaron a aceptar pacto alguno que no contemplara la independencia durante la protesta de Baraguá.
Tras dicha protesta, Rabí fue ascendido a coronel y combatió bajo las órdenes de los generales Manuel de Jesús Calvar y Guillermón Moncada, pero la guerra ya estaba perdida y en pocos meses terminó irremediablemente.

## Guerra Chiquita y Tregua Fecunda
Sin embargo, los patriotas cubanos no se conformaron con la paz sin independencia, por lo que siguieron conspirando y, en agosto de 1879, estalló la segunda guerra por la independencia de Cuba, la cual llegaría a ser conocida como la Guerra Chiquita (1879-1880), pues no logró tomar la suficiente fuerza y organización. Rabí se alzó en armas el 5 de octubre de 1879, en su villa natal, y combatió hasta el fin prematuro de la guerra.
Tras el fin ominoso de esta segunda guerra, los patriotas cubanos continuaron conspirando y Rabí siguió vinculado a dichas conjuras. Muestra de esto fue su activa participación en la fallida conspiración que llegó a ser conocida como Paz del Manganeso. Posteriormente, Rabí se vinculó al Partido Revolucionario Cubano, encabezado por José Martí, el cual unificó a todas las personas que deseaban la independencia de Cuba y Puerto Rico.

## Guerra Necesaria
Finalmente, por orden del Partido, el 24 de febrero de 1895, estalló la Guerra Necesaria (1895-1898), tercera guerra por la independencia de Cuba. Rabí, por su parte, fingió haberse alzado en su región natal para exigir la autonomía, en vez de la independencia, pues el autonomismo sí era legal en esa época. Esto lo hizo para ganar tiempo, mientras llegaban a Cuba los jefes cubanos principales, que se encontraban en el exilio.
Tras la llegada de Maceo desde Costa Rica, Rabí se puso bajo sus órdenes, a mediados de abril. Bajo las órdenes de este, Rabí participó en la Primera Campaña Oriental, entre mayo y agosto de 1895. Combatió en la batalla de El Jobito, el 13 de mayo y, días después, fue ascendido a general de brigada (brigadier). Posteriormente, el 13 de julio, combatió en la batalla de Peralejo.
En los meses finales de 1895, asumió el mando interino del Segundo Cuerpo del Ejército Libertador cubano, sustituyendo al mayor general Bartolomé Masó. Tras muchos combates, Rabí fue ascendido a mayor general, el 16 de diciembre de 1896.
El año de 1897, fue muy agitado para el general Rabí, pues participó en la segunda campaña oriental, liderada por el lugarteniente general Calixto García. Como parte de dicha campaña, Rabí combatió en su natal Jiguaní y en el vecino Baire (ambas en marzo), además de tomar parte en la tercera toma de Las Tunas (agosto) y en la batalla de Guisa (noviembre).
El 28 de abril de 1898, el general Rabí secundó al General Calixto García en la toma de la ciudad de Bayamo. Poco después, se produjo la intervención militar estadounidense en la guerra de independencia cubana. Rabí, como segundo del general Calixto, participó junto a sus tropas y las tropas estadounidenses en las batallas de El Caney y de las Colinas de San Juan, en el verano de 1898.

## Últimos años y muerte
Terminada la guerra a fines de 1898, comenzó la primera ocupación estadounidense de Cuba. En dicho contexto, el general Rabí se negó a ocupar cargos públicos hasta que no se terminara la ocupación y se estableciera la República independiente, cosa que ocurrió finalmente el 20 de mayo de 1902.
En 1906, ya durante la segunda ocupación militar estadounidense de Cuba, el general Rabí viajó a La Habana, capital del país, para pedirle al gobernador estadounidense Charles E. Magoon que restaurara la independencia del país. En 1915, el general Rabí unió su firma a los muchos cubanos que enviaron una carta al Papa católico para pedir la canonización de la Virgen de la Caridad del Cobre.
El mayor general Jesús Rabí falleció de causas naturales, en su casa de Baire, el 5 de diciembre de 1915, a los 70 años de edad.